# Instabilité de Faraday
Pour les articles homonymes, voir Instabilité.
L'instabilité de Faraday est une instabilité hydrodynamique découverte en 1831 par Michael Faraday.

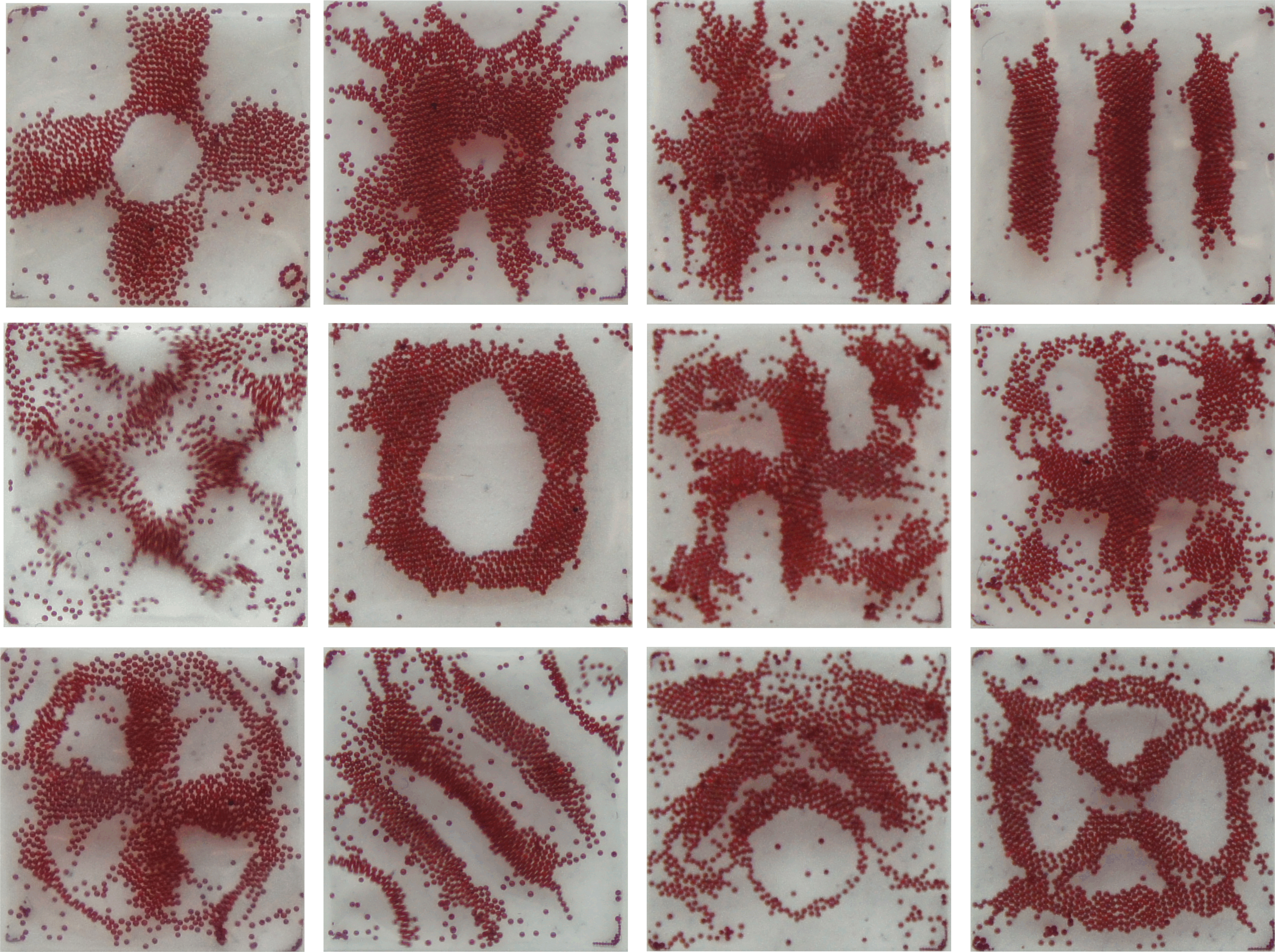
Représentation des Figures de Chladni issue de l'instabilité de Faraday

Cette instabilité est observée lorsque l'on fait vibrer verticalement un liquide avec une accélération suffisamment grande. Dans ces conditions, il est possible d'observer la déformation de la surface du fluide qui se réorganise en un réseau d'ondes sous-harmoniques.
Ce phénomène hydrodynamique permet d'expliquer de nombreux autres phénomènes physiques, notamment l'existence d'un seuil au-delà duquel des gouttes d'un liquide rebondissant sur un bain du même liquide deviennent des marcheurs.